# Манычское сельское поселение (Зерноградский район)
Манычское сельское поселение — муниципальное образование в Зерноградском районе Ростовской области.
Административный центр поселения — посёлок Сорговый.

## География
Муниципальное образование «Манычское сельское поселение» расположено в южной части Ростовской области. Оно граничит на севере с Багаевским, на северо-востоке с Веселовским районами, на юго-востоке - с   Большеталовским сельским поселением, на юге – с Зерноградским городским поселением на западе - с Кагальницким районом. Расстояние от административного центра   поселения п. Сорговый – г. Зернограда - 30 км, до города Ростова-на-Дону составляет 80 километров. Площадь поселения – 32,38 кв. километра.
Климатические условия: климат континентальный. В холодную часть года происходит движение с востока и юго-востока малоувлажнённого и очень холодного воздуха, а весной тёплого и сухого. Преобладающие ветры – восточного направления. Годовое количество восточных ветров достигает – 27%. Наибольшее количество ветров в январе – 43%. Наибольшая скорость ветров наблюдается в холодную пору года и достигает – 6,2 – 6,3 м/сек. Сильные ветры со скорость 15 м/сек., в среднем наблюдается 43 дня в году, скорость восточных ветров иногда достигает 15-25 м/сек. и более. В холодное время периодически происходит прорыв циклонов с юго-запада, которые приносят влажный воздух и, как следствие, обильные осадки, оттепели и туманы. В тёплое время года над территорией поселения циркулируют преимущественно теплые массы воздуха, которые приносят сухую, а иногда умеренно жаркую погоду с грозовыми дождями. Температура воздуха летом достигает 37...42 °, абсолютный минимум достигает - 33...-40°С. В апреле уже бывают суховеи, т.к. весна начинается в середине марта.
Среднегодовая норма солнечных дней – 183. Промерзание почвы достигает 10...30 см. Толщина снежного покрова может достигать 3...40 см. Количество выпадающих осадков за год 420...450 мм, причём в тёплое время года выпадает до 300 мм.
Почва характеризуется мицелярно-карбонатными и сверхмощными чернозёмами. Естественная степная растительность почти полностью вытеснена полями зерновых и технических культур. На территории поселения имеются искусственные лесные насаждения (лесные полосы) которые предохраняют сельскохозяйственные культуры от эрозии почвы.
Территория поселения в значительной степени подвержена влиянию различных неблагоприятных метеорологических явлений. Основными из них являются засухи и суховеи, сильные ветры, пыльные бури, град, снежные метели, заморозки, гололёд. Засухи и суховеи различной интенсивности наблюдаются ежегодно.

## История
Манычское сельское поселение Зерноградского района Ростовской области – основано в 1934 году (ранее Булочановский и Средне Хорольский сельские Советы Веселовского района, с 1957 года Манычский сельский Совет) в настоящих границах существует с 01.01 2006 года.
В 1934 году на месте современного пос. Сорговый был основан зерносовхоз «Манычский» в результате разукрупнения совхоза «Учебно-опытный №2» Мечетенского района. Площадь зерносовхоза «Манычский» составила 17035 га. На базе образовавшихся земель было создано пять отделений в совхозе.
В 1957 году «Манычский» объединился с колхозом имени Ворошилова Веселовского района с четырьмя населёнными пунктами: хутора Верхние Хороли, Средние Хороли, Красная Поляна и Калинин. На базе этих земель были созданы 6-е и 7-е отделения совхоза.
В 1959 году к совхозу присоединилось 6-е отделение совхоза «Краснокутский» Веселовского района. На базе этой площади было создано 8-е отделение совхоза «Манычский» х. Булочкин.
Общая площадь территории зерносовхоза «Манычский» составила к этому времени 32335 га, в том числе пашни 27792 га, естественных пастбищ – 2219 га, садов и виноградников – 147 га, прочих угодий 2177 га, в том числе лесные полосы – 907 га.
Основное производственные назначения хозяйства являлось зерномолочное направление, и дополнительное направление – семеноводство сорговых культур.
Центральная усадьба совхоза – ныне п. Сорговый – расположена в 28 км от райцентра г.Зернограда, до областного центра г. Ростова-на-Дону – 73 км.

## Население
| 2010  | 2012  | 2013  | 2014  | 2015  | 2016  | 2017  | 2018  | 2019  |
| ----- | ----- | ----- | ----- | ----- | ----- | ----- | ----- | ----- |
| 3348  | ↘3262 | ↘3207 | ↘3128 | ↘3077 | ↘3029 | ↘3013 | ↘2978 | ↗2979 |
| 2020  | 2021  |       |       |       |       |       |       |       |
| ↘2968 | ↘2930 |       |       |       |       |       |       |       |

## Состав сельского поселения
| № | Населённый пункт | Тип населённого пункта          | Население |
| - | ---------------- | ------------------------------- | --------- |
| 1 | Булочкин         | хутор                           | 195       |
| 2 | Верхние Хороли   | хутор                           | 203       |
| 3 | Малый Лог        | посёлок                         | 249       |
| 4 | Междупольный     | посёлок                         | 311       |
| 5 | Новые Постройки  | посёлок                         | 275       |
| 6 | Осокино          | посёлок                         | 198       |
| 7 | Сорговый         | посёлок, административный центр | 1647      |
| 8 | Средние Хороли   | хутор                           | 270       |